# Danae rufula
Danae rufula là một loài bọ cánh cứng trong họ Endomychidae. Loài này được Reiche in Ferret & Galinier miêu tả khoa học năm 1847.